# Love Call/あかりのありか
「Love Call/あかりのありか」（ラブ・コール/あかりのありか）は、日本の音楽デュオ・RYTHEMの15作目のシングル。

## 解説
- RYTHEM、キマグレン共に初となるコラボレーション楽曲。
- 初回盤と通常盤では、ジャケット写真が異なる。
- 初回盤には特典として、YUIソロジャケットとYUKAソロジャケットのいずれかを封入、CDジャケット撮影メイキング映像収録。

## 収録曲
1. Love Call
  - 作詞:新津由衣、KUREI／作曲:新津由衣、ISEKI／編曲：TAICHI MASTER
  - 日本テレビ系『スッキリ!!』7月エンディングテーマ
2. あかりのありか
  - 作詞・作曲：RYTHEM／編曲：河野伸
  - テレビ東京系『秘書のカガミ』エンディングテーマ
3. Love Call（Instrumental）
4. あかりのありか（Instrumental）

## 収録アルバム
- 23 (#1,2)
- BEST STORY (#1)